# Matsudaira (Okudaira)

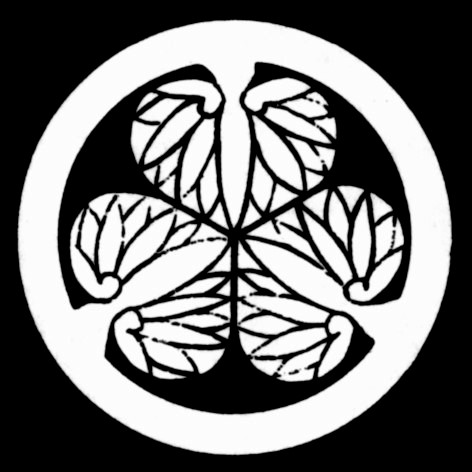
Wappen der Matsudaira
(Drei Malven-Blätter)

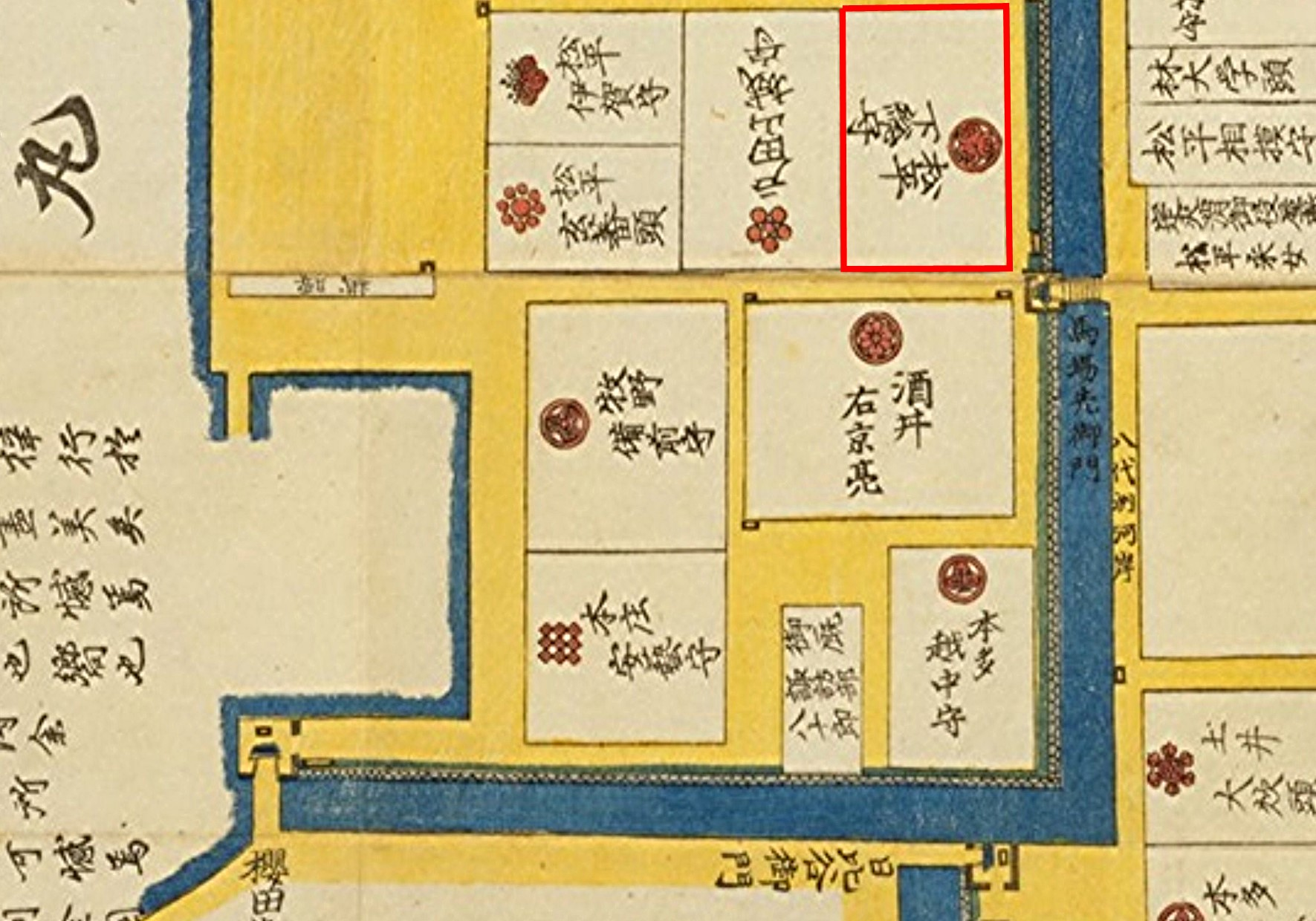
(Okudaira-)Matsudaira-Residenz in Edo

Die Okudaira-Matsudaira (japanisch 奥平松平家, Okudaira Matsudaira-ke) waren eine Familie des zum japanischen Schwertadels (Buke) gehörenden Matsudaira-Klans, die von Okudaira Tadaakira, dem dritten Sohn Okudaira Nobumasas abstammten. Mit einem Einkommen von 100.000 Koku gehörten die zuletzt in Oshi (Präfektur Saitama) residierenden Matsudaira zu den größeren Fudai-Daimyō der Edo-Zeit.

## Genealogie
- Tadaakira bzw. Tadaaki (忠明, 1583–1644), Sohn von Okudaira Nobumasa, wurde von Tokugawa Ieyasu, seinem Großvater, adoptiert, worauf er und seine Nachkommen den Namen Matsudaira führen durften. Tadaaki residierten ab 1602 in Sakute[3] (Provinz Mikawa), ab 1610 in Kameyama (Ise) mit 50.000 Koku, ab 1615 in Ōsaka (Settsu) mit 100.000 Koku, ab 1619 in Kōriyama (Yamato) mit 120.000 Koku und schließlich in Himeji (Harima) mit 180.000 Koku.
  - Tadahiro (忠弘, 1628–1700), Tadaakis Sohn, wurde 1648 nach Yamagata mit 150.000 Koku versetzt, 1668 nach Utsunomiya (Shimotsuke), 1681 nach Shirakawa (Mutsu) und 1692 wieder nach Yamagata.
    - Tadamasa (忠雅, 1683–1746) Sohn Tadahiros, wurde nach dessen Tod nach Fukuyama (Bingo) und 1710 nach Kuwana (Ise). Seine Nachkommen residierten ab 1823 bis 1868 in Oshi (Musashi) mit 100.000 Koku. Letzter Daimyō war
      - Tadanor (忠敬, 1855–1919). Ehrentitel war Shimousa no kami, nach 1868 führten er und seine Nachkommen bis 1945 den Titel Vizegraf.

    - Tadanao (忠尚, 1651–1726), Sohn Tadahiros, erhielt im Jahr 1700 das Lehen von Kōri (Iwashiro)[4][5][A 3]. 1734 wurden seine Nachkommen nach Usui (Kōzuke)[A 4] versetzt. Von 1767 bis 1868 residierte der Zweig in Ōbata (Kōzuke)[A 5] in einem Festen Haus (jinya) mit 20.000 koku. Danach Vizegraf.